# سونيا كولنج
سونيا كولنج (بالتايلندية: ซอนย่า คูลลิ่ง)‏ هي لاعبة البولو وعارضة وسفيرة ومذيعة ورئيسة تشريفات ومنتجة تلفزيونية ومنتجة أفلام وممثلة تايلندية، ولدت في 8 يونيو 1974 ببانكوك في تايلاند. بدأت مشوارها المهني سنة 1989.

## وصلات خارجية
- سونيا كولنج على موقع IMDb (الإنجليزية)
- سونيا كولنج على موقع روتن توميتوز (الإنجليزية)
- سونيا كولنج على موقع قاعدة بيانات الأفلام العربية
- سونيا كولنج على موقع ألو سيني (الفرنسية)
- سونيا كولنج على موقع أول موفي (الإنجليزية)
- سونيا كولنج على موقع قاعدة بيانات الفيلم (الإنجليزية)
- سونيا كولنج على موقع كينوبويسك (الروسية)